# Italiens damlandslag i vattenpolo

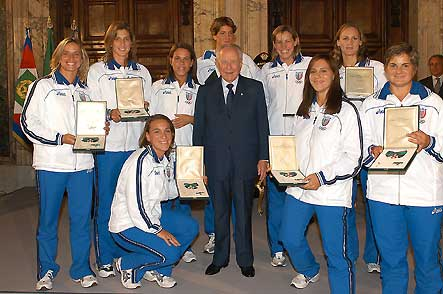
Italiens damlandslag och Italiens dåvarande president Carlo Azeglio Ciampi efter slutsegern i 2004 års olympiska turnering.

Italiens damlandslag i vattenpolo (italienska: Nazionale di pallanuoto femminile dell'Italia), även kallade Setterosa, representerar Italien i vattenpolo på damsidan. Laget blev olympiska mästarinnor 2004 samt världsmästarinnor 1998 och 2001.
Laget blev även Europamästarinnor 1995, 1997, 1999, 2003, 2006 och 2012.

## Medaljer

### OS[11]
| Ort och år | Placering |
| ---------- | --------- |
| Aten 2004  |           |

### VM[12]
| Ort och år     | Placering |
| -------------- | --------- |
| Rom 1994       |           |
| Perth 1998     |           |
| Fukuoka 2001   |           |
| Barcelona 2003 |           |
| Kazan 2015     |           |

### EM[13]
| Ort och år     | Placering |
| -------------- | --------- |
| Aten 1991      |           |
| Wien 1995      |           |
| Sevilla 1997   |           |
| Prato 1999     |           |
| Budapest 2001  |           |
| Ljubljana 2003 |           |
| Belgrad 2006   |           |
| Eindhoven 2012 |           |
| Belgrad 2016   |           |